# Evangelische Kirche Frankenau
Koordinaten: 51° 5′ 29,8″ N, 8° 56′ 8,3″ O

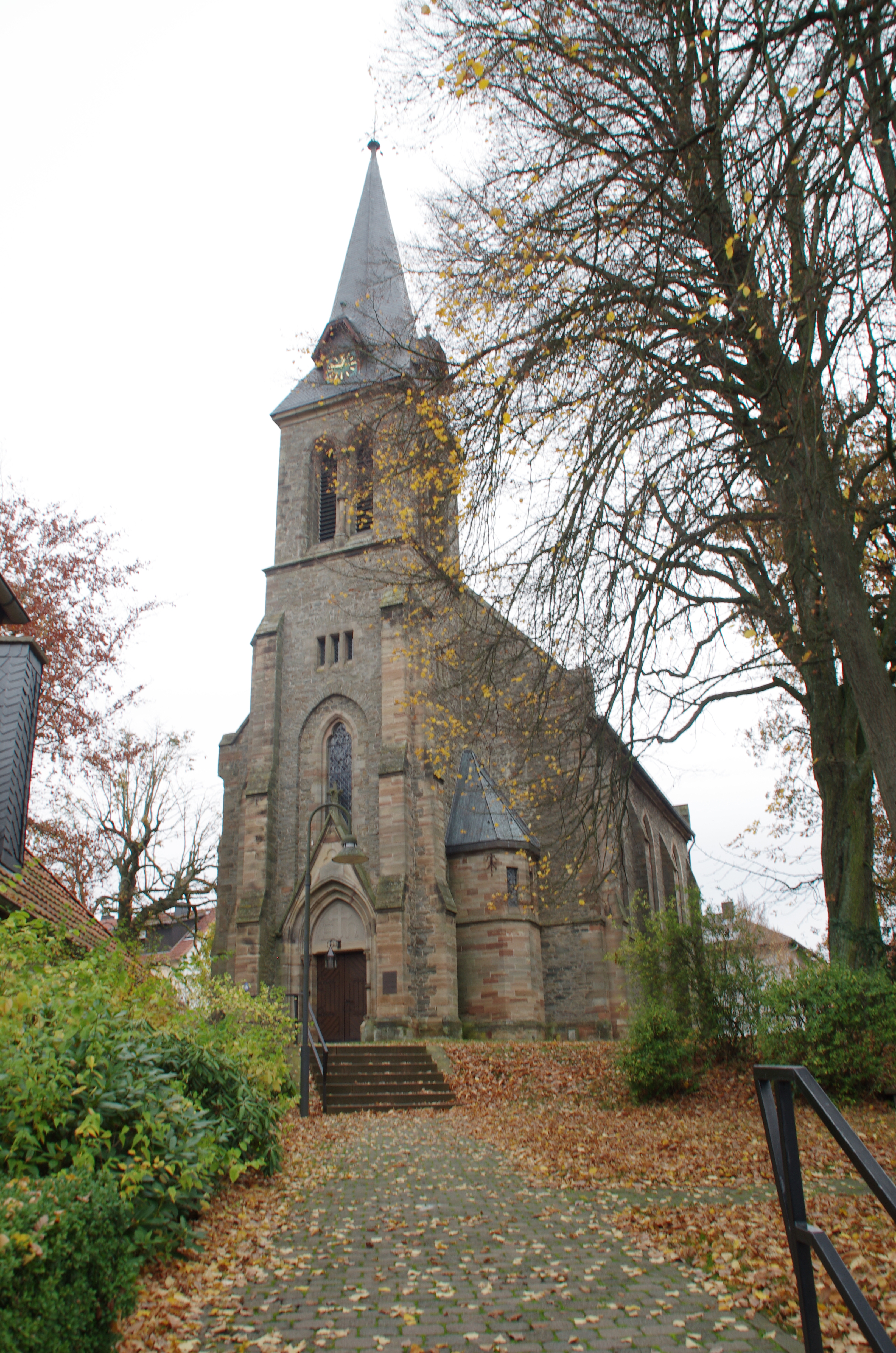
Frankenau Kirche

Die evangelisch-lutherische Kirche Frankenau ist ein denkmalgeschütztes Kirchengebäude in der Kleinstadt Frankenau im hessischen Landkreis Waldeck-Frankenberg.
Die Kirche mit ihrem kleinen Kirchhof und einem Kriegerdenkmal befindet sich im Stadtzentrum. Sie steht auf einer leichten Anhöhe, ist von Weitem sichtbar und bietet einen Rundblick auf den nahen Nationalpark Kellerwald-Edersee.

## Baugeschichte
Mit der Stadtgründung 1242 durch Landgraf Heinrich Raspe erhielt Frankenau zwar sicherlich eine eigene Kirche, gehörte pfarrrechtlich aber zur Quernstkirche auf dem nahen Berg Talgang bzw. dessen  Nordausläufer Quernst. Im Jahre 1319 wird erstmals ein Pfarrer in Frankenau erwähnt. Möglicherweise um diese Zeit hatte die Stadt eine eigene Pfarrstelle erhalten, die bis ins 17. Jahrhundert auch die Gemeinden in Altenlotheim und Löhlbach versorgte. Seit 1528 ist die Kirche lutherisch, und seit dem 17. Jahrhundert wurde sie zudem von der aus Frankenberg betreuten reformierten Gemeinde benutzt.
Eine vermutlich noch mittelalterliche Kirche war gegen Ende des 18. Jahrhunderts so baufällig, dass die Gemeinde die Gottesdienste im Rathaus feierte. Sie wurde 1833 abgerissen und zwischen 1834 und 1859 durch einen mit einfachsten Mittel errichteten, klassizistischen Saalbau ersetzt, der jedoch schwere Baumängel aufwies. Zur Kirche gehörte ein angeblich vor der Stadtgründung errichteter, runder Turm aus Steinquadern, der im Mittelalter zugleich der Verteidigung diente und mit der 1833 abgerissenen Kirche verbunden war. Dieser „fränkische Grenzlandturm“ blieb nach Abriss der alten Kirche als freistehender Glockenturm erhalten und wurde nach dem großen Stadtbrand des Jahres 1865, bei dem die neue Kirche ab- und der Turm ausbrannten, 1869 wegen Baufälligkeit abgetragen.
1876 erfolgte der Neubau der heutigen neugotischen Kirche nach den Plänen des waldeckschen Landesbaumeisters Wilhelm Müller als sein erstes größeres Werk; der ausgeführte und mehrere Alternativentwürfe sind erhalten. Ein Riss im Turm während der Bauzeit und vergebliche Versuche, ihn zu beseitigen, bedingten den Abbruch und abermaligen Neuaufbau. Die Kirche wurde im Jahre 1878 eingeweiht. Eine grundlegende Renovierung der Kirche wurde im Jahr 1992 durchgeführt.

## Kirchhof
Der alte Kirchhof war nach dem Stadtplan von etwa 1776 oval ummauert. Inmitten der nach dem Brand 1865 mit völlig verändertem Stadtgrundriss wieder aufgebauten, von Südwesten nach Nordosten ansteigenden Stadt gelegen.
Da die Vorgängerkirche mit dem Chor in Richtung Nordosten offenbar anders ausgerichtet war, konzipierte Müller den Neubau mit einer Sichtachse auf Turm und Langhaus von der Rieschstraße aus, so dass er im ansteigenden Gelände des Kirchhofs zurück liegt und höher wirkt, als er tatsächlich ist.

## Baubeschreibung und Ausstattung

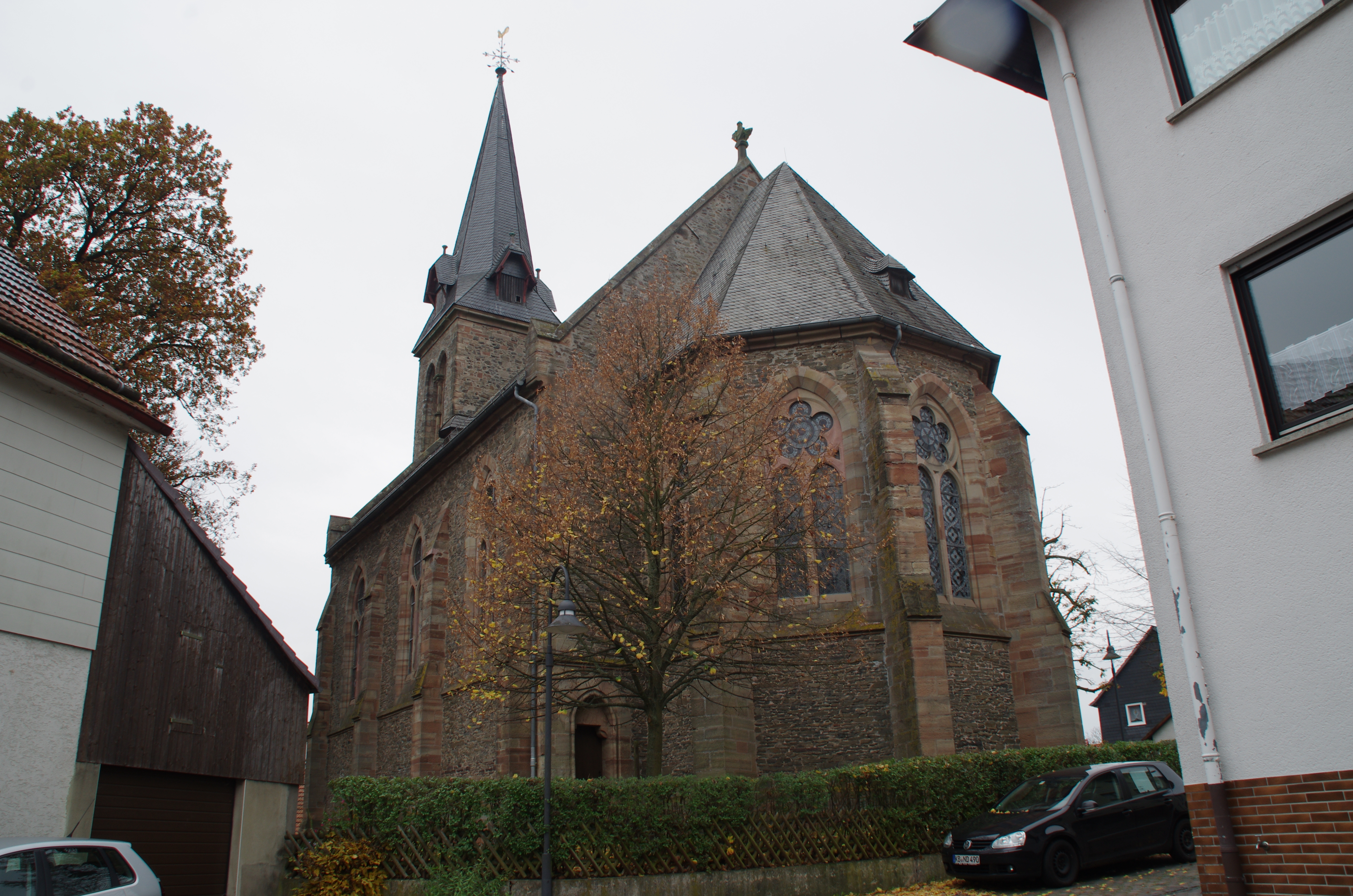
Frankenau Kirche hinten

Ein flach gedeckter Emporensaal mit eingezogenem Fünfachtelpolygon und Westturm aus Bruchstein mit Werksteingliederungen. Die Seitenwände des Außenbaus sind über wenig vortretende Strebepfeiler in drei Achsen gegliedert und mit hoch sitzenden, zweibahnigen Fenstern über schmalem Gesims in Sohlbankhöhe versehen, die einfache Kreise im Couronnement schmücken. Kleine Portale in den Ostwänden neben dem Chor. Das Chorpolygon ist mit stärkeren Strebepfeilern und Fünfpässen in den Fenstern versehen.
Der Turm besteht aus einem hohen Schaft, dessen Wände von strebepfeilerartigen Futtermauern eingefasst sind. Mit Wimperg verdachtes, vortretendes Doppelportal mit Profilgewände an der Westseite, im Tympanon ein Kreuz und die Symbole von Alpha und Omega; darüber ein Fenster in größerer Blende. Das Glockengeschoss ist mit Doppelfenstern versehen, die über Säulchen mit Kapitellen und Schaftwirteln gekuppelt sind. Achteckiger, verschieferter Spitzhelm, am Helmfuß vier Wichhäuschen.
Der Innenraum ist von der Friedrichswerderschen Kirche in Berlin (1824–1831 von Karl Friedrich Schinkel) angeregt und in eine breit gelagerte, stilistisch in der englischen Frühgotik wurzelnde Variante mit Flachdecke umgeformt. Er ist in seiner Grundidee ein Wandpfeilersaal. Auf im Grundriss quadratischen, mit flachen Segmentbögen verbundenen Pfeilern sind an den Seitenwänden und im Westen Steinemporen mit etwas zurück springenden, geschlossenen Steinbrüstungen eingebaut. Die Brüstungen werden über den Pfeilern von stämmigen Rundpfeilern mit ausladenden Blattkapitellen unterbrochen, auf denen kurze, breite, spitze Quertonnen ruhen.
Die Durchgänge auf den Emporen in Höhe der Pfeiler werden aus Architraven auf Wandvorlagen gebildet. In den Zwickeln zwischen den Tonnen stehen Wandstiele aus Holz, auf denen die Flachdecke aufliegt. Der breite Chorbogen ist mit gebrochenen Ecken von einem auf Konsolen abgefangenen Unterzug begleitet, eine Form, die sich als Gewölbeanfänger im Chor verkürzt wiederholt.
Ungewöhnlich sind die steilen Sohlbankschrägen für die Chorfenster. Eine zurückhaltende Farbfassung und Ausmalung unterstreicht die Architektur. Wenige Profilkehlen und die Rippenkanten im Chor sind dunkelrot ausgelegt, die Rippen werden von kleinen, stilisierten Blättern begleitet, der bemalte Chorschlussstein ist mit vergoldeten und farbig unterlegten Rippenansätzen geschmückt. Spätklassizistisches Ornamentband am Deckenansatz.
Die Chorwände sind unterhalb der Fenstersohlbänke mit einem gemalten textilen Wandbehang ausgestattet. Die originale Ausstattung entstand nach Entwürfen Müllers (erhalten zu Kanzel und Orgelprospekt, 1877). Vierteiliger Altaraufsatz von Christian Braun in spröden, eigentümlich stilisierten neugotischen Formen. In jeder Achse steht eine gemalte Heiligenfigur, die beiden Mittelachsen werden von einer Lünette mit Lamm Gottes zusammengefasst und von einem Radkreuz zwischen Fialen auf Säulchen bekrönt.
Die fünfseitige Kanzel aus Sandstein ist ohne Schalldeckel. Der Kanzelkorb ruht mit geschlossenen, mit je einem Vierpass versehenen Brüstungen zwischen Ecksäulchen auf einem kurzen Säulenfuß, dessen Blattkapitell den oberen Kapitellen im Langhaus entspricht. Mit einem Viertelkreisbogen schließt vom Chorraum aus eine Sandsteintreppe an. Fünfteiliger, flacher Orgelprospekt von Furtwängler mit erhöhtem, von einem Wimperg abgeschlossenem Mittelfeld, der hohe Unterbau etwas zurück springend; das Orgelwerk wurde 1975 neu erbaut.
Nur einige Steine der alten Kirche in Frankenau wurden beim Bau der neu errichteten Kirche als Fußbodengrund genommen. Die restlichen Steine wurden beim Bau der Straße nach Frankenberg verwendet.

## Gedenkstein und Kriegerdenkmal
An der nördlichen Langhausostwand steht der Gedenkstein „Zum Andenken an den glorreichen Feldzug 1870-71“, eine schwarze Inschriftplatte mit Namen zwischen Säulen auf hoher Plinthe sowie einem Kielbogenaufsatz mit Sechspass und Krabben.
Zum Denkmalumfang gehört auch das Kriegerdenkmal vor der Kirche.